# Brachyuromys
Brachyuromys is een geslacht van zoogdieren uit de familie Nesomyidae. De wetenschappelijke naam van het geslacht werd in 1896 gepubliceerd door Charles Immanuel Forsyth Major.

## Soorten
Er worden 2 soorten in dit geslacht geplaatst:
- Brachyuromys betsileoensis (Bartlett, 1880)
- Brachyuromys ramirohitra Forsyth Major, 1896